# 村松フルート製作所
株式会社村松フルート製作所（むらまつフルートせいさくしょ、英文名称：Muramatsu Flute MFG. Co., Ltd.）は、日本のフルートメーカーである。「ムラマツ」「MURAMATSU」のブランド名で世界中のフルート奏者にその名を知られている。楽器販売は姉妹会社の村松楽器販売株式会社が手がけている。

## 来歴
1923年（大正12年）、ムラマツフルート創業者の村松孝一が日本で最初のフルートを製作。創業以来一貫してハンドメイドにこだわり続け、幅広いラインナップの製品を提供している。
1957年、法人組織となる。
1973年、埼玉県所沢市に本社および工場を移転、現在に至る。「ムラマツフルート」は、国内はもとより全世界にまで販路が拡がっており、著名アーティストにより愛用されている。

## 製品例

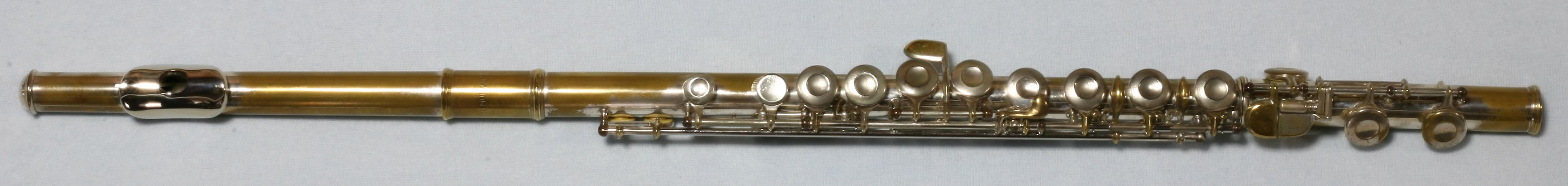
創業者「K.MURAMATSU」の刻印があるフルート （真鍮巻管、Gisオープン式、ベーム式B♭キー）